# 看護学研究科
看護学研究科（かんごがくけんきゅうか、英称：The Graduate School of Nursing）は、大学院の研究科のうち、看護学の高度な教育研究を行う機構の1つである。国立大学では1979年に千葉大学が、私立大学では1980年に聖路加看護大学が、公立大学では1997年に、兵庫県立看護大学（現・兵庫県立大学）が初めて看護学研究科の名称を冠した研究科を設置した。

## 概要
主に、看護学部の上位に連続した形で設置され、博士前期課程（修士課程）および博士後期課程（博士課程）あるいはそれに相当する課程で構成される。学位は、修士課程は修士（看護学）を、博士課程は博士（看護学）を修めることができ、他は、それに相当する専攻名称等に応じた学位を修める。
また、医学研究科の専攻の一つとして看護学を大学院に設置している場合もあり、必ずしも「看護学研究科」を冠していなくとも看護学の教育研究をしている大学院課程もある（例：東京大学大学院医学研究科 健康科学・看護学専攻）。さらに近年では、保健学や公衆衛生学および社会福祉学などと呼ばれる分野が研究域・臨床域として隣接あるいは重層化した領域となって来ており、「看護」や「保健」と言う用語を並記したり「保健」の用語を上位概念とした看護学を教育研究する高等教育機関も見受けられる（東京医科歯科大学大学院保健衛生学研究科 総合保健看護学専攻）。その場合、必ずしも学部課程も含め『看護』を冠した高等教育機関でなかったとしても、看護学研究科と同等の高度な教育研究がなされている。
下記の一覧以外に、高知県立大学、兵庫県立大学、千葉大学、東京医科歯科大学、日本赤十字看護大学は、共同教育課程である共同大学院として共同災害看護学専攻を2014年に設置している。

### 看護学研究科を置く大学

#### 国立大学
- 千葉大学（1979年度～）

#### 省庁大学校
- 国立看護大学校（2005年度～）

#### 公立大学
| - 札幌市立大学（2010年度～） - 岩手県立大学（2002年度～） - 宮城大学（2001年度～） - 福島県立医科大学（2002年度～） - 群馬県立県民健康科学大学（2009年度～） - 新潟県立看護大学（2006年度～） - 石川県立看護大学（2004年度～） - 山梨県立大学（2002年度～） （前身の山梨県立看護大学から） - 長野県看護大学（1999年度～） - 岐阜県立看護大学（2004年度～） - 静岡県立大学（2000年度～） - 愛知県立大学（1999年度～） （前身の愛知県立看護大学から） | - 名古屋市立大学（2003年度～） - 三重県立看護大学（2001年度～） - 奈良県立医科大学（2012年度～） - 大阪公立大学（2022年度～） （統合前の大阪府立大学から） - 神戸市看護大学（2000年度～） - 兵庫県立大学（1997年度～） （前身の兵庫県立看護大学から） - 高知県立大学（1998年度～） （前身の高知女子大学から） - 福岡県立大学（2007年度～） - 大分県立看護科学大学（2002年度～） - 宮崎県立看護大学（2001年度～） - 名桜大学（2011年度～） （2010年に私立から公立へ移行） |

#### 私立大学
- 日本赤十字北海道看護大学（2003年度～）
- 日本赤十字東北看護大学（2011年度～）
- 自治医科大学（2005年度～）
- 獨協医科大学（2012年度～）
- 目白大学（2009年度～）
- 茨城キリスト教大学（2011年度～）
- 聖路加国際大学（1980年度～）

- 上智大学（2007年度～）

（前身の聖母大学から）
- 東京女子医科大学（2002年度～）
- 東京医療保健大学（2010年度～）
- 日本赤十字看護大学（1993年度～）
- 武蔵野大学（2010年度～）
- 北里大学（1990年度～）
- 聖隷クリストファー大学（1998年度～）
- 佐久大学（2012年度～）
- 愛知医科大学（2003年度～）
- 日本赤十字豊田看護大学（2010年度～）
- 四日市看護医療大学（2011年度～）
- 京都橘大学（2008年度～）
- 関西福祉大学（2012年度～）
- 甲南女子大学（2012年度～）
- 広島文化学園大学（2004年度～）
- 日本赤十字広島看護大学（2004年度～）
- 広島国際大学（2003年度～）
- 日本赤十字九州国際看護大学（2007年度～）

2013年4月開設の看護学研究科
- 東京有明医療大学（2013年度～）
- 関西看護医療大学（2013年度～）
- 四国大学（2013年度～）
- 山陽学園大学（2013年度～）

2014年4月開設の看護学研究科
- 新見公立大学（2014年度～）
- 新潟青陵大学（2014年度～）
- 大阪医科薬科大学（2014年度～）

（前身の大阪医科大学から）
- 徳島文理大学（2014年度～）

2015年4月開設の看護学研究科
- 藍野大学（2015年度～）
- 聖泉大学（2015年度～）
- 京都光華女子大学（2015年度～）
- 関西国際大学（2015年度～）
- 人間環境大学（2015年度～）

2017年4月開設の看護学研究科
- 関東学院大学（2017年度〜）

2018年4月開設の看護学研究科
- 千葉科学大学（2018年度〜）
- 京都看護大学（2018年度〜）

2022年4月開設の看護学研究科
- 千里金蘭大学（2022年度～）

### 看護学研究科と類似する研究科名称
- 北海道医療大学 看護福祉学研究科（1997年度～）
- 福井県立大学 看護福祉学研究科（2003年度～）
- 九州看護福祉大学 看護福祉学研究科（2003年度～）
- 沖縄県立看護大学 保健看護学研究科（2004年度～）
- 和歌山県立医科大学 保健看護学研究科（2008年度～）
- 宮崎大学 医科学看護学研究科（2005年度～）

（前身の医科系研究科 看護学専攻から）
- 天使大学 看護栄養学研究科（2006年度～）
- 滋賀県立大学 人間看護学研究科（2007年度～）
- 京都府立医科大学 保健看護学研究科（2007年度～）
- 順天堂大学 医療看護学研究科（2007年度～）

### 看護学を専攻できる他の研究科名称

#### 国立
- 旭川医科大学大学院 医学系研究科 看護学専攻（2000年度～）
- 秋田大学大学院 医学系研究科 がん看護専門看護師(CNS)教育課程（2007年度～）
- 山形大学大学院 医学系研究科 看護学専攻（1997年度～）
- 群馬大学大学院 医学系研究科 保健学研究科 保健学専攻
(基礎看護学分野，応用看護学分野，地域・国際看護学分野)（2011年度～）
- 筑波大学大学院 人間総合科学研究科 看護科学専攻（2007年度～）
- 東京大学大学院 医学系研究科 健康科学・看護学専攻（1999年度～）
- 東京医科歯科大学大学院 保健衛生学研究科 総合保健学専攻（1993年度～）
- 山梨大学大学院 医学工学総合教育部 看護学専攻（1999年度～）

（前身の山梨医科大学 大学院医学系研究科 看護学専攻から）
- 新潟大学大学院 保健学研究科 保健学専攻 専門看護師(CNS)養成教育課程（2003年度～）
- 富山大学大学院 医学薬学教育部 看護学専攻（1997年度～）

（前身の大学院医学系研究科 看護学専攻から）
- 金沢大学大学院 医薬保健学総合研究科 保健学専攻 看護科学領域（2000年度～）
- 金沢大学大学院 医薬保健学域 保健学類 看護学専攻（2000年度～）
- 福井大学大学院 医学系研究科 看護学専攻（2001年度～）
- 岐阜大学大学院 医学系研究科 看護学専攻（2005年度～）
- 浜松医科大学大学院 医学系研究科 看護学専攻（1999年度～）
- 名古屋大学大学院 医学系研究科 看護学専攻（1997年度～）
- 三重大学大学院 医学系研究科 看護学専攻（2002年度～）
- 滋賀医科大学大学院 医学系研究科 看護学専攻（1998年度～）
- 京都大学大学院 医学研究科 人間健康科学系専攻 看護科学コース（2007年度～）
- 大阪大学大学院 医学系研究科 保健学専攻 統合保健看護科学分野（1998年度～）
- 神戸大学大学院 保健学研究科 保健学専攻 看護学領域（1999年度～）

（前身の大学院医学系研究科 保健学専攻から）
- 島根大学大学院 医学系研究科 看護学専攻（2003年度～）

（前身の島根医科大学 大学院医学系研究科 看護学専攻から）
- 岡山大学大学院 保健学研究科 保健学専攻 看護学分野（2003年度～）
- 徳島大学大学院 保健科学教育部 保健学専攻 看護学領域（2006年度～）
- 香川大学大学院 医学系研究科 看護学専攻（2000年度～）

（前身の香川医科大学 大学院医学系研究科 看護学専攻から）
- 愛媛大学大学院 医学系研究科 看護学専攻（1998年度～）
- 佐賀大学大学院 医学系研究科 看護学専攻（1997年度～）

（前身の佐賀医科大学 大学院医学系研究科 看護学専攻から）
- 熊本大学大学院 保健学教育部 保健学専攻 看護学分野（2008年度～）
- 大分大学大学院 医学系研究科 看護学専攻（1998年度～）

（前身の大分医科大学 大学院医学研究科 看護学専攻から）
- 宮崎大学大学院 医科学看護学研究科 看護学専攻（2005年度～）

（前身の医学系研究科 看護学専攻から）

#### 公立
- 山形県立保健医療大学大学院 保健医療学研究科 保健医療学専攻(看護学分野)（2004年度～）
- 茨城県立医療大学大学院 保健医療科学研究科 看護学専攻（2001年度～）
- 首都大学東京大学院 人間健康科学研究科 看護科学域（2002年度～）
- 神奈川県立保健福祉大学大学院 保健福祉学研究科 看護領域（2007年度～）
- 岡山県立大学大学院 保健福祉学研究科 看護学専攻（1997年度～）
- 香川県立保健医療大学大学院 保健医療学研究科 保健医療学専攻(看護学専攻)（2009年度～）
- 長崎県立大学大学院 人間健康科学研究科 看護学専攻（2009年度～）

#### 私立
- 北海道科学大学大学院 保健医療学研究科 看護学専攻（2018年度～）
- 国際医療福祉大学大学院 医療福祉学研究科 保健医療学専攻(看護学分野)（1999年度～）
- 高崎健康福祉大学大学院 保健医療学研究科 看護学専攻（2012年度～）
- 杏林大学大学院 保健学研究科 看護学専攻（2008年度～）
- 帝京大学大学院 医療技術学研究科 看護学専攻（2009年度～）
- 東海大学大学院 健康科学研究科 看護学専攻（1999年度～）
- 新潟医療福祉大学大学院 医療福祉学研究科 健康科学専攻(看護学分野)（2005年度～）
- 中部大学大学院 生命健康科学研究科 看護学専攻（2011年度～）
- 川崎医療福祉大学大学院 医療福祉学研究科 保健看護学専攻（1999年度～）

2014年4月開設の看護学を専攻できる他の研究科名称
- 産業医科大学 医学研究科　看護学専攻